# Cadillac Imaj
Pour les articles homonymes, voir IMAJ.
 (janvier 2020).
Si vous disposez d'ouvrages ou d'articles de référence ou si vous connaissez des sites web de qualité traitant du thème abordé ici, merci de compléter l'article en donnant les références utiles à sa vérifiabilité et en les liant à la section « Notes et références ».
La Cadillac Imaj est un concept-car dévoilé par Cadillac au Salon de Genève en 2000.

## Description
La berline luxueuse a poursuivi l'idée de Cadillac du concept de design Art et Science. Elle a poursuivi les arêtes vives du concept Evoq, dévoilé un an plus tôt.
Le moteur était un V8 Northstar de 4,2 L avec 32 soupapes et 425 ch (312,5 kW). Une nouvelle transmission automatique à cinq rapports transférée a été couplée à un groupe motopropulseur à traction intégrale. 
Elle possède une vision nocturne automobile, un affichage tête haute automobile, et un régulateur de vitesse autonome.